# Wbrew regułom
Wbrew regułom (ang. The Cider House Rules) – amerykański dramat obyczajowy z 1999 roku, na podstawie powieści Johna Irvinga Regulamin tłoczni win.

## Główne role
- Tobey Maguire jako Homer Wells
- Charlize Theron jako Candy Kendall
- Delroy Lindo jako Mr. Rose
- Paul Rudd jako Wally Worthington
- Michael Caine jako Dr Wilbur Larch
- Jane Alexander jako Edna